# Krzemlin
Krzemlin est une localité polonaise située dans la gmina mixte et le powiat de Pyrzyce en voïvodie de Poméranie-Occidentale. Elle se trouve à environ 38 km au sud-est de la capitale régionale Szczecin.

## Géographie

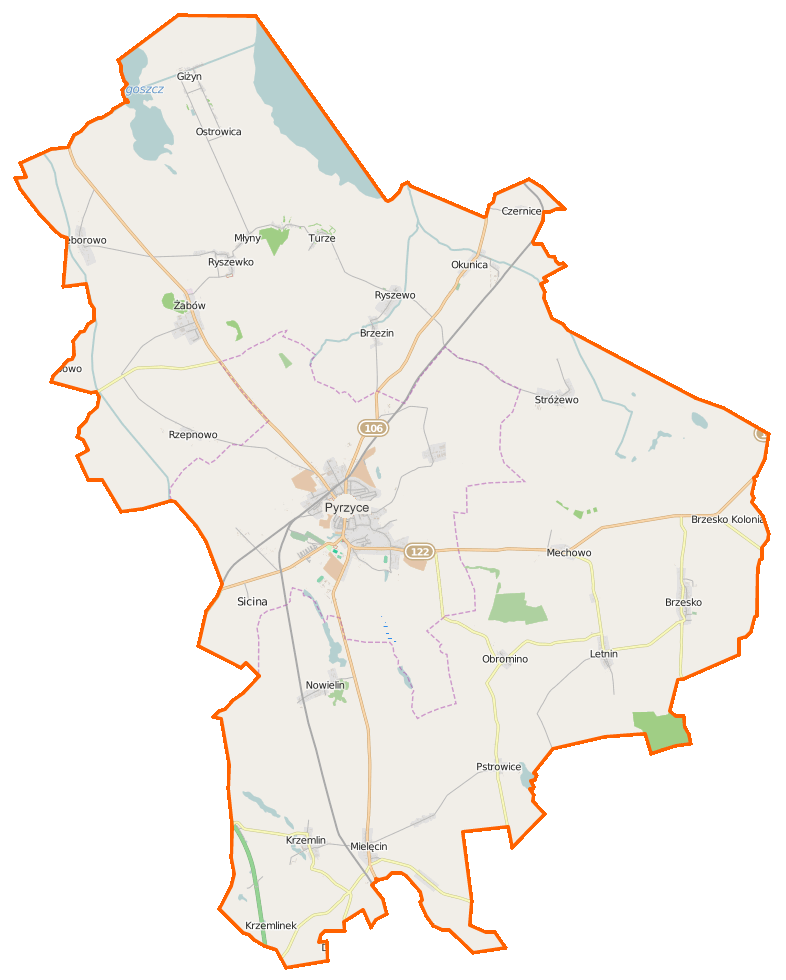
Carte de la gmina de Pyrzyce.

## Histoire
De 1683 à 1945, Kremlin fait partie de l'arrondissement de Soldin (de) dans le district de Francfort au sein de la province de Brandebourg.